# Gagea joannis
Gagea joannis är en liljeväxtart som beskrevs av Aleksandr Alfonsovitj Grossgejm. Gagea joannis ingår i Vårlökssläktet och i familjen liljeväxter. Inga underarter finns listade.